# Крестовоздвиженский храм (Северодонецк)
Свято-Крестовоздвиженский храм — храм в посёлке Лесная дача (окраина города Северодонецк Луганской области) Северодонецкой епархии Украинской православной церкви Московского патриархата. Это первая типичная церковная постройка в Северодонецке.
Часто храмовый комплекс посещают почётные гости Северодонецка. Трижды (в декабре 2001 года, октябре 2005 года и в 2006 году) храм посетил митрополит Киевский и всея Украины Владимир.

## История
История храма начинается 19 января 1996 года, когда впервые была отслужена служба в приспособленном под церковь помещении. А 1 ноября 1996 года с Свято-Николаевского собора города Алчевска крестным ходом сюда была доставлена первая святыня — икона Божией Матери «Взыскание погибших». Впоследствии в честь этой иконы был освящён первый храм.
Первое в Северодонецке типичное церковное сооружение, часовня в честь перенесения мощей святителя Николая Чудотворца, было построено тоже здесь, на территории храмового комплекса. Украсила часовню старинная икона святителя Николая, переданная в дар протоиереем Александром Глущенко, благочинным Михайловского округа.
28 июля 1998 года был отслужен молебен, на котором присутствовал тогдашний мэр Грицишин В. Е. После этого был заложен первый камень в фундамент Свято-Кресто-Воздвиженского храма, 3 ноября 2000 года был освящён архиепископом (ныне митрополит) Луганским и Старобельским Иоаникием. В это же время в специально построенный склеп с окраины села Новоастрахань были перенесены останки невинно убиенных протоиерея Григория и слуг Василия, Ивана, Матвея, Назария, Никиты, Николая.
В честь 2000-летия Рождества Христова был построен грот, символизирущий вертеп, в котором родился Спаситель. На входе в храмовый комплекс расположен целебный источник, освящённый в честь иконы Божией Матери «Живоносный источник».
Ведётся строительство подземного храма в честь Антония и Феодосия Печерских.

## Описание
На территории храмового комплекса находится святыни: частица Древа Животворящего Креста Господня, подаренная монахами греческого монастыря Самгата, камень с Голгофы — места казни Иисуса Христа, камни из Гефсиманского сада, горы Фавор, земли Магдала, горы пророка Илии, Иордана, монастыря Герасима Иорданского, Елеонской горы, Капернаума, горы Блаженств, от стен Старого города (Иерусалима), часть камня, на котором тысячу дней и ночей молился преподобный Серафим Саровский.
На церковном дворе установлен старинный колокол, отлитый в 1912 году в Ростове-на-Дону, а кресту из цельной глыбы песчаника, установленном неподалеку, не менее 300 лет. Специально для молодожёнов была построена беседка семейного благополучия, на вершине которой находится гнездо аистов.
При храме работает библиотека и воскресная школа, детский оздоровительный лагерь.

## Музей-ризница
Особое достояние храмового комплекса — музей-ризница. Среди его экспонатов крест и иконы, которые побывали в огне (при пожаре), но не повредились, земля с места рождества Пресвятой Богородицы, камень с выжженной рисунком Неопалимой Купины, старинные церковные облачения и т. д.